# Leif Arrhenius
Leif Arrhenius (Provo, 15 luglio 1986) è un discobolo e pesista svedese.

## Palmarès
| Anno | Manifestazione | Sede      | Evento           | Risultato | Prestazione | Note |
| ---- | -------------- | --------- | ---------------- | --------- | ----------- | ---- |
| 2011 | Mondiali       | Taegu     | Lancio del disco | 21º (q)   | 61,33 m     |      |
| 2012 | Europei        | Helsinki  | Getto del peso   | 13º       | 19,33 m     |      |
| 2012 | Europei        | Helsinki  | Lancio del disco | 17º       | 60,49 m     |      |
| 2013 | Europei indoor | Göteborg  | Getto del peso   | 10º (q)   | 19,61 m     |      |
| 2013 | Mondiali       | Mosca     | Getto del peso   | 14º (q)   | 19,53 m     |      |
| 2014 | Europei        | Zurigo    | Getto del peso   | 17º (q)   | 19,54 m     |      |
| 2015 | Europei indoor | Praga     | Getto del peso   | 19º (q)   | 19,07 m     |      |
| 2016 | Europei        | Amsterdam | Getto del peso   | 23º (q)   | 18,64 m     |      |

## Altre competizioni internazionali
2015
- Argento in Coppa Europa invernale di lanci ( Leiria), getto del peso - 20,09 m